# Pareatge d'Andorra de 1278
El pareatge d'Andorra de 1278 o primer pareatge d'Andorra fou una carta feudal signada a Lleida el 8 de setembre de 1278. Codificà un acord laic i eclesiàstic entre el comte de Foix, Roger Bernat III, i el bisbe d'Urgell, Pere d'Urtx, establint la seva sobirania conjunta sobre el territori d'Andorra. El pareatge establí el sistema de condomini al territori col·locant-lo sota la sobirania d'ambdós senyors; aquest sistema fou ratificat més tard el 1993 amb la firma de la Constitució d'Andorra, que recull el sistema del coprincipat, amb el bisbe d'Urgell i el president de la República Francesa com a coprínceps d'Andorra, en igualtat i a títol personal.
El segon pareatge (1288) recollí el primer i a més en regulà altres obligacions.

## Pareatges d'Andorra
Els pareatges d'Andorra de 1278 i 1288 consistiren en dos pactes consecutius segons els quals s'acordaren el condomini de les valls d'Andorra. Són l'origen de l'actual coprincipat: per una banda l'arquebisbe d'Urgell (Senyor Episcopal d'Urgell) i per l'altra el President de la República Francesa. El primer pareatge d'Andorra va ser entre el bisbe d'Urgell, Pere d'Urtx, i el comte de Foix, Roger Bernat III, el 1278, que fou ratificat per una sentència el 1288.
Un precepte carolingi datat de l'any 843 i signat pel rei Carles el Calb menciona l'atribució de les Valls d'Andorra, així com d'altres territoris, al seu fidel Sunifred, comte d'Urgell. Al 988, Borrell II, comte de Barcelona i d'Urgell, cedeix els alous d'Andorra a l'Església d'Urgell a canvi de possessions dins el Comtat de la Cerdanya. Així doncs, el bisbe d'Urgell esdevé sobirà temporal de les valls.
Durant el segle xiii se succeeixen un seguit de guerres, lluites i hostilitats entre els bisbes d'Urgell i els comtes de Foix. Tot això acabà amb la pau de l'any 1278 en forma de pareatge. Això, però, no va ser definitiu, ja que degut a la falta d'esclariments i els buits legals d'aquest primer pareatge s'hagué de signar un segon l'any 1288. Aquests dos acords reben el nom de Pareatges, convenis entre una senyoria laica i una senyoria eclesiàstica. En el cas concret d'Andorra fou un condomini entre dos senyors, el comte d'Urgell, representat en el bisbe d'Urgell i el comte de Foix.
Aquesta figura, típicament medieval, solia fer-se quan un dels dos consenyors era eclesiàstic. També es va aplicar a Mallorca, concretament a la baronia d'Andratx, també coneguda com a Baronia del Pariatge a ponent de la ciutat (encontorns de Calvià i Andratx i terme de Marratxí), a partir del segle xiv durant el regnat de Sanç I de Mallorca. L'ús de pareatges a l'època no era una cosa exclusiva d'Andorra, ni tan sols de Catalunya. De fet, era una pràctica generalitzada arreu d'Europa i sobretot a Occitània. En són exemples; València (el bisbe Jaspert de Botonac), a l'Aragó (el col·lector dels delmes Bonanat de Lavània), a Catalunya (Ramon de Besalú, ardiaca de Tarragona) i al Llenguadoc (el susdit Bonanat, canonge de Narbona), sense esmentar-hi, per descomptats, el bisbe d'Urgell i el comte de Foix. En poques paraules, l'àmbit natural de la nostra cultura als dos vessants dels Pirineus.
Els pareatges defineixen tres punts clau: 
- Justícia: L'exerceixen ambdós senyors, conjuntament, mitjançant dos batlles (encarregats d'administrar la justícia en nom dels senyors).
- Quèstia: Tribut que es pagaria alternativament al bisbe i al comte de Foix. Es fixa per al bisbe una quantitat de mil sous melgoresos i es deixa al comte la llibertat de determinar la quantia que li pertoca.
- Servei militar: Hom reconeix al dos senyors el dret d'exigir als seus súbdits l'host i la cavalcada, amb la reserva de no servir-se'n l'un contra l'altre.

## Pareatge de 1278
Durant el segle xiii se succeeixen un seguit de guerres, lluites i hostilitats entre els bisbes d'Urgell i els comtes de Foix per aconseguir la sobirania d'Andorra. Tot això acabà amb la pau de l'any 1278 en forma de pareatge. Això però, no va ser definitiu, ja que degut a la falta d'esclariments i els buits legals d'aquest primer pareatge s'hagué de signar un segon l'any 1288. Aquests dos acords reben el nom de Pareatges, convenis entre una senyoria laica i una senyoria eclesiàstica. En el cas concret d'Andorra fou un condomini entre dos senyors, el comte d'Urgell, representat en el bisbe d'Urgell i el comte de Foix.
La signatura del primer pareatge (1278) establia les bases de la sobirania compartida: neix el Principat d'Andorra.
Al segle xiii, en un sistema de senyories que prové de l'inici de l'edat mitjana, Andorra es troba en mig del conflicte entre el comte de Foix i el bisbe d'Urgell pel domini de les Valls d'Andorra i l'actual comarca de l'Alt Urgell. L'acord que va signar tots dos, per iniciativa del rei Pere II d'Aragó que no volia més rebel·lions en el regne, estableix que compartiran les valls d'Andorra i que els seus habitants pagaran els tributs als dos senyors, de manera alternativa, cada any. Aquesta decisió va acompanyada d'altres condicions, ja que l'exercici de la justícia roman en mans dels dos senyors, que nomenen càrrecs que els representen a les valls i també els notaris. Alhora que es creen obligacions per servir als senyors en cas de guerra, el pareatge de 1278 estableix una “pau duradora i eterna”, ja que tots dos renuncien a fer la guerra en territori andorrà. Des d'aquell moment, per la part de França, el comtat de Foix s'uní a altres famílies dels Pirineus, les de Bearn i Navarra, fins a passar a la corona francesa amb Enric IV (des del 1607). El terme príncep, posteriorment el de copríncep, no apareix fins al segle xviii. Fa fortuna, de forma que arriba a definir un sistema polític amb una relació entre els coprínceps i el Consell General, fins a la Constitució de 1993, que basteix una arquitectura institucional d'un estat de dret.
Es coneix com a emprimació del pareatge d'Andorra al document signat per Pere d'Urtx, bisbe d'Urgell i Roger Bernat III, comte de Foix i vescomte de Castellbò, el 8 de setembre de 1278.
L'acord fou redactat en llatí per Arnau de la Vall-Llebrera, notari de Lleida. El primer pareatge es va inscriure en el període de pau, celebrat a Agramunt. El rei Pere III fou mediador en aquesta disputa. La més important de les seves diferències, encara que no l'única, era la disputa pel senyoriu d'Andorra. El document final, dividit en 11 articles, dels quins es refereixen 4 vegades exclusivament a Andorra. El pareatge comença parlant sobre les discussions per les quals s'arriba a aquest acord.
Aquest documents ha perviscut fins avui dia, si bé les clàusules originals han sofert modificacions. Això és possible gràcies a l'aïllament que suposa la situació geogràfica d'Andorra així com l'acceptació dels andorrans i els seus estats veïns. Encara que el poble andorrà no va participar en les negociacions del pareatge, aquest tractat, li posar fi a un llarg període de guerres i va ser l'oportunitat per a esdevenir un país independent, dotat d'institucions pròpies.